# Nguyễn Hoài Anh (cầu thủ bóng đá)
Nguyễn Hoài Anh (sinh ngày 10 tháng 3 năm 1993) là một cầu thủ bóng đá chuyên nghiệp người Việt Nam hiện thi đấu ở vị trí thủ môn cho câu lạc bộ Khánh Hòa.

## Sự nghiệp
Nguyễn Hoài Anh từng là thành viên của đội tuyển U-23 Việt Nam và được triệu tập lên đội tuyển quốc gia dưới thời huấn luyện viên Toshiya Miura.

## Tai tiếng
Sau trận thua 0–1 của Than Quảng Ninh trước câu lạc bộ Nam Định tại vòng 11 V.League 2021 diễn ra ngày 27 tháng 4, Hoài Anh đã đăng lên Facebook cá nhân của mình dòng trạng thái khá tục tĩu nhằm ám chỉ việc câu giờ của các cầu thủ bên phía đội khách ở những phút cuối của trận đấu. Ngay sau khi dòng trạng thái này được đăng lên, thủ môn đã nhận phải những làn sóng chỉ trích dữ dội đến từ những người hâm mộ bóng đá thành Nam.